# درگیری سیاچن
درگیری سیاچن (انگلیسی: Siachen conflict) یا جنگ سیاچن، به درگیری نظامی میان هند و پاکستان بر سر منطقه مورد مناقشه یخچال سیاچن در کشمیر گفته می‌شود که آتش‌بس آن در سال ۲۰۰۳ اجرا شد. منطقه مورد مناقشه حدود ۲٬۶۰۰ کیلومتر مربع وسعت دارد. درگیری در سال ۱۹۸۴ با عملیات موفق مغدوت توسط ارتش هند آغاز شد که طی آن کنترل تمامی محدوده یخچال سیاچن را به دست گرفت. ارتش هند کنترل تمام طول ۷۰ کیلومتری یخچال سیاچن و شاخه‌های آن و همه گردنه‌ها و قله‌های کوه‌های سالتورو که در غرب یخچال قرار دارند را در اختیار گرفت. پاکستان نیز کنترل دره‌های یخچالی غرب رشته سالتورو را در اختیار دارد. بر پایه‌گذارش مجله تایم هند در این درگیری نظامی بیش از ۳٬۰۰۰ کیلومتر مربع را تصاحب کرد.